# Donald L. Shaw
Donald L. Shaw (* 27. Oktober 1936; † 19. Oktober 2021) war ein US-amerikanischer Kommunikationswissenschaftler und Hochschullehrer.

## Leben
Shaw studierte Journalismus an der University of North Carolina at Chapel Hill (Bachelor und Master). Danach war er Reporter bei der heutigen Asheville Citizen-Times. Er erwarb einen Ph.D. in Massenkommunikation an de University of Wisconsin und kehrte dann an die University of North Carolina at Chapel Hill zurück, wo er Professor für Journalismus wurde. Von 1983 bis 1992 war er Associate Editor bzw. Editor der Zeitschrift Journalism Quarterly. Außerdem war er Co-Editor der Foreign News and the New World Information Order.
Shaw arbeitete gemeinsam mit Maxwell E. McCombs den Agenda-Setting-Ansatz heraus.
Er war Teilnehmer am ROTC-Programm (Reserve Officer Training Corps) und Colonel in der Army National Guard. Während des Ersten Golfkrieges wurde er im Pentagon eingesetzt.